# Wyspa Północna (Nowa Ziemia)
Wyspa Północna (ros. Северный остров, Siewiernyj ostrow) – jedna z dwóch głównych wysp archipelagu Nowej Ziemi. Od Wyspy Południowej oddziela ją cieśnina Matoczkin Szar. Zajmuje powierzchnię 48 904 km², co stawia ją na 28. miejscu wśród największych wysp świata i 4. wśród wysp Europy. Na wyspie znajdują się lodowce.
Wyspa była pierwotnie zamieszkana przez lud Nieńców, którzy zostali wysiedleni stąd w latach 50. XX wieku. Rosjanie założyli tutaj swój centralny poligon atomowy, na którym począwszy od 1955 prowadzili testy broni jądrowej. Testowano tam też broń atomową na powierzchni (rzadziej pod ziemią). Obszar wokół Nowej Ziemi stanowi największe na świecie składowisko odpadów radioaktywnych.